# 태풍 클럽
태풍 클럽(台風クラブ, Typhoon Club, Taifu Club)은 일본에서 제작된 소마이 신지 감독의 1985년 드라마, 멜로/로맨스 영화이다. 미카미 유이치 등이 주연으로 출연하였고 미야사카 스스무 등이 제작에 참여하였다.

## 출연

### 주연
- 미카미 유이치
- 쿠도 유키
- 미우라 토모카즈

### 조연
- 베니바야시 시게루
- 다테 사부로
- 이시이 토미코
- 코바야시 카오리
- 마츠나가 토시유키
- 오미 토시노리
- 오니시 유카
- 사토 마코토
- 테라다 미노리